# Sven Thorgren
Sven Magnus Rickard Thorgren, född 4 oktober 1994 i Sollentuna, är en svensk snowboardåkare som tävlar i slopestyle och big air. Han är son till Margareta Thorgren (informationschef vid Kungahuset) och Magnus Thorgren. 
Under vinter-OS 2014 kom han på en fjärdeplats i slopestyletävlingen.
Vid Vinter X Games 2015 i Aspen tog Sven som den andra svenska snowboardåkaren medalj i X Games när han tog brons i slopestyle. År 2017 kom Sven Thorgren på första plats, därmed guld, i X games Snowboard Slopestyle Final, som gick i Hafjell.
Han missade OS 2018 på grund av envisa skadeproblem.

## Medaljer
2022
3:a Winter X Games, Slopestyle, Aspen, Colorado
2019
2:a Burton US open, Slopestyle, Vail, Colorado
3:a Winter X Games, Big Air, Aspen, Colorado
2017
1:a Winter X Games, Slopestyle, Hafjell, Norge
2016
Air&Style World Tour champion
2015
3:a Winter X Games, Slopestyle, Aspen, Colorado